# William E. Jenner
William Ezra Jenner, född 21 juli 1908 i Crawford County, Indiana, död 9 mars 1985 i Bedford, Indiana, var en amerikansk republikansk politiker. Han representerade delstaten Indiana i USA:s senat 1944-1945 och 1947-1959.
Jenner avlade 1930 juristexamen vid Indiana University. Han inledde 1932 sin karriär som advokat i Paoli, Indiana. Han var ledamot av delstatens senat 1934-1942. Jenner deltog därefter i andra världskriget.
Senator Frederick Van Nuys avled 1944 i ämbetet. Samuel D. Jackson blev utnämnd till senaten fram till fyllnadsvalet senare samma år. Jenner vann fyllnadsvalet men kandiderade inte till den efterföljande sexåriga mandatperioden. Han efterträddes 1945 som senator av Homer E. Capehart.
I senatsvalet 1946 kandiderade Jenner sedan för att efterträda Raymond E. Willis och vann. Han omvaldes 1952. Han efterträddes 1959 som senator av Vance Hartke. Efter tiden i senaten arbetade Jenner åter som advokat.
Jenners grav finns på begravningsplatsen Cresthaven Memory Gardens i Bedford, Indiana.